# Номпанім
Номпанім (*д/н —бл. 1514) — усаке (володар) політично-територіального об'єднання муїсків Ірака, союзник держави Хунза.

## Життєпис
Походив з династії усаке вождійства Тобаса. Про його діяльність відомо небагато. У 1480-х роках був претендентом на трон держави Ірака зі столицею в Согамосо. Його конкурентом був усаке з м. Фіравітоба. Оскільки посада голови об'єднання була виборна, тому розпочалася боротьба за голоси інших усаке, що входили до держави Ірака. Втім зрештою вирішено було звернутися за посередництвом до усаке держави Дуїтама, який обрав Номпаніма. Запеклість боротьби пояснюється тим, що окрім посади усаке Іраки, Номпанім дістав посаду верховного жерця бога Сонця Суа. Його релігійна влада поширювалася на усі землі муїсків.
В подальшому Номпанім намагався не встрягати у конфлікт між державами Баката і Хунза. Але зрештою підтримав останню, оскільки вбачав можливість поширення влади бакатських сіп на північних муїсків, й відповідно швидке зменшення політичного значення своєї держави. У 1514 році він з 12 тис. вояків виступив на допомогу саке Кемуінчаточи й брав участь у битві при «Колах» (місце наразі не встановлено). Про подальшу долю невідомо: або загинув у цій битві, або помер невдовзі після неї. Наступним усаке Іраки було обрано Сугамуші.